# Severino Andreoli
Severino Andreoli (* 8. Januar 1941 in Caprino Veronese) ist ein ehemaliger italienischer Radrennfahrer, der von 1965 bis 1969 als Profi aktiv war.

## Sportliche Laufbahn
Im Jahr 1962 gewann Andreoli das Rennen Medaglia d’Oro Fiera di Sommacampagna und wurde Zweiter bei der Coppa San Geo. Er nahm an der Internationale Friedensfahrt 1963 teil, gewann die 9. Etappe von Toruń nach Posen und wurde 48. im Gesamtklassement. 1964 gewann er mit der italienischen Mannschaft den Titel bei den Weltmeisterschaften im Mannschaftszeitfahren der Amateure und belegte den zweiten Platz bei den Olympischen Spielen 1964 im gleichen Wettbewerb. Im olympischen Straßenrennen kam er auf den 28. Platz. 1965 wechselte Andreoli zu den Profis in das Team Vittadello. 1966 gewann er eine Etappe beim Giro d’Italia, welches sein größter Erfolg war. 1968 gewann er noch das Rennen Col San Martino, bevor er Ende 1969 seine Karriere beendete.

## Erfolge
1966
- eine Etappe Giro d’Italia

1968
- Col San Martino

## Grand-Tour-Platzierungen
| Grand Tour            | 1965 | 1966 | 1967 |
| --------------------- | ---- | ---- | ---- |
| Vuelta a EspañaVuelta | –    | –    | –    |
| Giro d’ItaliaGiro     | 53   | 71   | 64   |
| Tour de FranceTour    | –    | –    | –    |